# Pantragismus
Pantragismus ist ursprünglich ein kulturideologischer und literaturtheoretischer Begriff, der von Arno Scheunert 1903 in Bezug auf die dramatischen Werke Friedrich Hebbels eingeführt wurde. Scheunert sah im Werk Hebbels das Tragische als „Synthese eines ethischen (Fichte), ästhetischen (Schelling) und logischen (Hegel) Pantheismus“, abgesetzt von anderen Vorstellungen des 19. Jahrhunderts, wie sie bspw. Julius Bahnsen vertrat (Das Tragische als Weltgesetz): Hebbel selbst hat den Begriff nicht verwendet.
Scheunerts versöhnendes Verständnis hat sich in der Begriffsgeschichte des Wortes aber nicht durchsetzen können; im 20. Jahrhundert wurde Pantragismus ideologiekritisch „als Form indirekter politischer und gesellschaftlicher Apologie“ verstanden.